# Wells (Maine)
Wells és una població dels Estats Units a l'estat de Maine (EUA). Segons el cens del 2000 tenia 9.400 habitants.

## Demografia
Segons el cens del 2000, Wells tenia 9.400 habitants, 4.004 habitatges, i 2.690 famílies. La densitat de població era de 63 habitants/km².
Dels 4.004 habitatges en un 25,6% hi vivien nens de menys de 18 anys, en un 57,7% hi vivien parelles casades, en un 6,7% dones solteres, i en un 32,8% no eren unitats familiars. En el 26,3% dels habitatges hi vivien persones soles l'11% de les quals corresponia a persones de 65 anys o més que vivien soles. El nombre mitjà de persones vivint en cada habitatge era de 2,35 i el nombre mitjà de persones que vivien en cada família era de 2,85.
Per edats la població es repartia de la següent manera: un 21% tenia menys de 18 anys, un 5,6% entre 18 i 24, un 26,4% entre 25 i 44, un 30,2% de 45 a 60 i un 16,9% 65 anys o més.
L'edat mediana era de 43 anys. Per cada 100 dones de 18 o més anys hi havia 92 homes.
La renda mediana per habitatge era de 46.314 $ i la renda mediana per família de 53.644 $. Els homes tenien una renda mediana de 39.682 $ mentre que les dones 28.463 $. La renda per capita de la població era de 23.130 $. Entorn del 3,1% de les famílies i el 5,4% de la població estaven per davall del llindar de pobresa.